# Gregor Mühlberger
Gregor Mühlberger (Haidershofen, 4 april 1994) is een Oostenrijks wielrenner die sinds 2021 rijdt voor Movistar Team. In 2013 maakte hij zijn debuut bij Tirol Cycling Team. In 2017 werd hij voor het eerst Oostenrijks kampioen op de weg bij de profs.

## Overwinningen
2012
Bergklassement Ronde van Opper-Oostenrijk, Junioren
2014
Proloog Istrian Spring Trophy
Trofeo Banca Popolare di Vicenza
3e etappe Carpathian Couriers Race
Eind- en jongerenklassement Carpathian Couriers Race
3e etappe Ronde van Opper-Oostenrijk
 Oostenrijks kampioen tijdrijden, Beloften
 Oostenrijks kampioen op de weg, Beloften
2015
GP Izola
2e etappe Vredeskoers, Beloften
Eind- en puntenklassement Vredeskoers, Beloften
Raiffeisen Grand Prix
3e etappe Ronde van Opper-Oostenrijk
Eind- en puntenklassement Ronde van Opper-Oostenrijk
 Oostenrijks kampioen tijdrijden, Beloften
2016
 Oostenrijks kampioen op de weg, Beloften
2017
Ronde van Keulen
 Oostenrijks kampioen op de weg, Elite
2018
6e etappe BinckBank Tour
2020
1e etappe Sibiu Cycling Tour
Eind-, berg- en puntenklassement Sibiu Cycling Tour
2023
4e etappe Ronde van de Alpen
 Oostenrijks kampioen op de weg, Elite
2e etappe Ronde van Duitsland

## Resultaten in voornaamste wedstrijden
| Jaar | Ronde van Italië | Ronde van Frankrijk | Ronde van Spanje |
| ---- | ---------------- | ------------------- | ---------------- |
| 2016 |                  |                     | 114e             |
| 2017 | 41e              |                     |                  |
| 2018 |                  | 76e                 |                  |
| 2019 |                  | 25e                 | opgave           |
| 2020 |                  | opgave              |                  |
| 2021 |                  |                     |                  |
| 2022 |                  | 29e                 | 50e              |
| 2023 |                  | 44e                 |                  |
| 2024 |                  | 56e                 |                  |
| 2025 |                  | 18e                 |                  |

| Jaar | Milaan-San Remo | Ronde van Vlaanderen | Amstel Gold Race | Luik-Bast.‑Luik | Ronde van Lombardije | Waalse Pijl | Clásica San Sebastián |  | WK op de weg |  | Wereldranglijsten |
| ---- | --------------- | -------------------- | ---------------- | --------------- | -------------------- | ----------- | --------------------- |  | ------------ |  | ----------------- |
| 2016 | 138e            |                      |                  | opgave          |                      |             |                       |  |              |  |                   |
| 2017 |                 |                      | 127e             | 63e             | 88e                  | 121e        |                       |  |              |  | 269e (UWT)        |
| 2018 |                 |                      | 92e              | 103e            |                      | opgave      | opgave                |  | opgave       |  |                   |
| 2019 |                 |                      |                  | opgave          | opgave               | 83e         |                       |  |              |  |                   |
| 2020 |                 | 100e                 |                  |                 |                      |             |                       |  |              |  |                   |
| 2021 |                 |                      |                  |                 |                      |             |                       |  |              |  |                   |
| 2022 |                 |                      |                  | 73e             |                      | 105e        |                       |  |              |  |                   |
| 2023 |                 |                      |                  |                 | 48e                  |             |                       |  |              |  |                   |
| 2024 |                 |                      |                  |                 | 87e                  |             |                       |  |              |  |                   |
| 2025 |                 |                      | 35e              | opgave          |                      | opgave      | opgave                |  |              |  |                   |

## Ploegen
- 2013 –  Tirol Cycling Team
- 2014 –  Tirol Cycling Team
- 2014 –  Team NetApp-Endura (stagiair vanaf 1-8)
- 2015 –  Team Felbermayr Simplon Wels
- 2015 –  Bora-Argon 18 (stagiair vanaf 1-8)
- 2016 –  Bora-Argon 18
- 2017 –  BORA-hansgrohe
- 2018 –  BORA-hansgrohe
- 2019 –  BORA-hansgrohe
- 2020 –  BORA-hansgrohe
- 2021 –  Movistar Team
- 2022 –  Movistar Team
- 2023 –  Movistar Team
- 2024 –  Movistar Team
- 2025 –  Movistar Team

Biedermann · Gogl · Golčer · Großschartner · Grünwalder · Huber · Illenberger · Krizek · Kvasina · Marin · Mühlberger · Rabitsch · Schinnagel · Schöffmann · Zeller
Bárta · 
Benedetti · 
Bennett · 
Camaño · 
De la Cruz · 
Dempster · 
Huzarski · 
Jarc · 
König · 
Machado · 
Matzka · 
McEvoy · 
Mendes · 
Padour · 
Rowsell · 
Schillinger · 
Schorn · 
Schwarzmann · 
Thwaites · 
Voss  · 
Konrad (stagiair) · 
Krieger (stagiair) · 
Mühlberger (stagiair) 
Archbold · Bárta · Bauhaus · Benedetti · Bennett · Buchmann · Dempster · Huzarski · Konrad · Matzka · Mendes · Nerz · Pfingsten · Salerno · Schillinger · Schorn · Schwarzmann · Thurau · Thwaites · Voss · Mühlberger (stagiair) · Pöstlberger (stagiair)
Archbold · Bárta · Bauhaus · Benedetti · Bennett · Buchmann · Dempster · Herklotz · Huzarski · Konrad · Matzka · Mendes · Mühlberger · Nerz · Pfingsten · Pöstlberger · Schillinger · Schwarzmann · Selig · Thwaites · Voss
Ackermann · Archbold · Bárta · Baška · Benedetti · Bennett · Bodnar · Buchmann · Burghardt · Herklotz · Kolář · König · Konrad · Majka · McCarthy · Mendes · Mühlberger · Pelucchi · Pfingsten · Poljański · Pöstlberger · J. Sagan · P. Sagan    · Saramotins · Schillinger · Schwarzmann · Selig
Ackermann · Baška · Benedetti · Bennett · Bodnar · Buchmann · Burghardt · Formolo · Großschartner · Kennaugh · Kolář · König · Konrad · Majka · McCarthy · Mühlberger · Oss · Pelucchi · Pfingsten · Poljański · Pöstlberger · J. Sagan · P. Sagan  · Saramotins · Schillinger · Schwarzmann · Selig
Ackermann · Baška · Benedetti · Bennett · Bodnar · Buchmann · Burghardt · Drucker · Formolo · Gatto · Großschartner · Kennaugh · König · Konrad · Majka · McCarthy · Mühlberger · Oss · Pfingsten · Poljański · Pöstlberger · J. Sagan · P. Sagan · Schachmann · Schillinger · Schwarzmann · Selig
Ackermann · Baška · Benedetti · Bodnar · Buchmann · Burghardt · Drucker · Fabbro · Gamper · Gatto · Großschartner · Kämna · Konrad · Laas · Majka · McCarthy · Mühlberger · Oss · Poljański · Pöstlberger · J. Sagan · P. Sagan · Schachmann · Schelling · Schillinger · Schwarzmann · Selig
Alba · Arcas · Carretero · Cataldo · Cullaigh · Elosegui · Erviti · García · González ·  Hollmann · Jacobs · Jorgenson · López (tot 1/10) · E. Mas · L. Mas · Mora · Mühlberger · Norsgaard · Oliveira · Pedrero · Rojas · Rubio · Samitier · Serrano · Soler · Torres · Valverde · Verona · Villella
Aranburu · Arcas · Barta · Elosegui · Erviti · García · González · Hollmann · Izagirre · Jacobs · Jorgenson · Kanter · Lazkano · E. Mas · L. Mas · Mühlberger · Norsgaard · Oliveira · Pedrero · Rangel Costa · Rodríguez · Rojas · Rubio · Samitier · Serrano · Sosa · Torres · Valverde · Verona
Aranburu · Arcas · Barta · Erviti · García · Gaviria · González · Guerreiro · Hollmann · Izagirre · Jacobs · Jorgenson · Kanter · Lazkano · E. Mas · L. Mas · Mühlberger · Norsgaard · Oliveira · Pedrero · Rangel Costa · Rodríguez · Rojas · Romeo · Rubio · Samitier · Serrano · Sosa · Torres · Verona
Aranburu · Arcas · Barrenetxea · Barta · Canal · Cavagna · Cimolai · Formolo · García · Gaviria · Guerreiro · Jacobs · Lazkano · Mas · Milesi · Moro · Mühlberger · Norsgaard · Oliveira · Pedrero · Quintana · Rangel Costa (tot 19/8) · Romeo · Romo · Rubio · Samitier · Serrano · Sosa · Torres